# 中国铁路广州局集团
中国铁路广州局集团有限公司，简称广铁、广铁集团，原名广州铁路（集团）公司，是中国国家铁路集团下属公司，主要管辖广东、湖南、海南三省铁路。
截至2023年3月，廣鐵集團总资产6628亿元人民币、位居中国铁路第三，总营业里程11557公里、位居中国铁路第四，其中时速200公里及以上铁路5488公里、位居中国铁路第二。截至2022年9月，管内共有车站705个，其中客运营业站306个、货运营业站253个，日均发送旅客87万人、最高日167.5万人，动车组发送占比79.8%；日均发送货物29.6万吨、最高日36.1万吨，日均装5731车、卸9977车。
集团控股的上市公司——广深铁路股份有限公司是目前中国大陆唯一一家在内地、香港两地挂牌上市的铁路运营股份制企业。

## 历史沿革
广铁集团历史可上溯至1936年所成立的衡阳铁路管理局衡阳铁路局。1958年衡阳铁路局机关南迁广州，成为广州铁路局，是現今广铁集团的前身。

### 广州铁路局时期

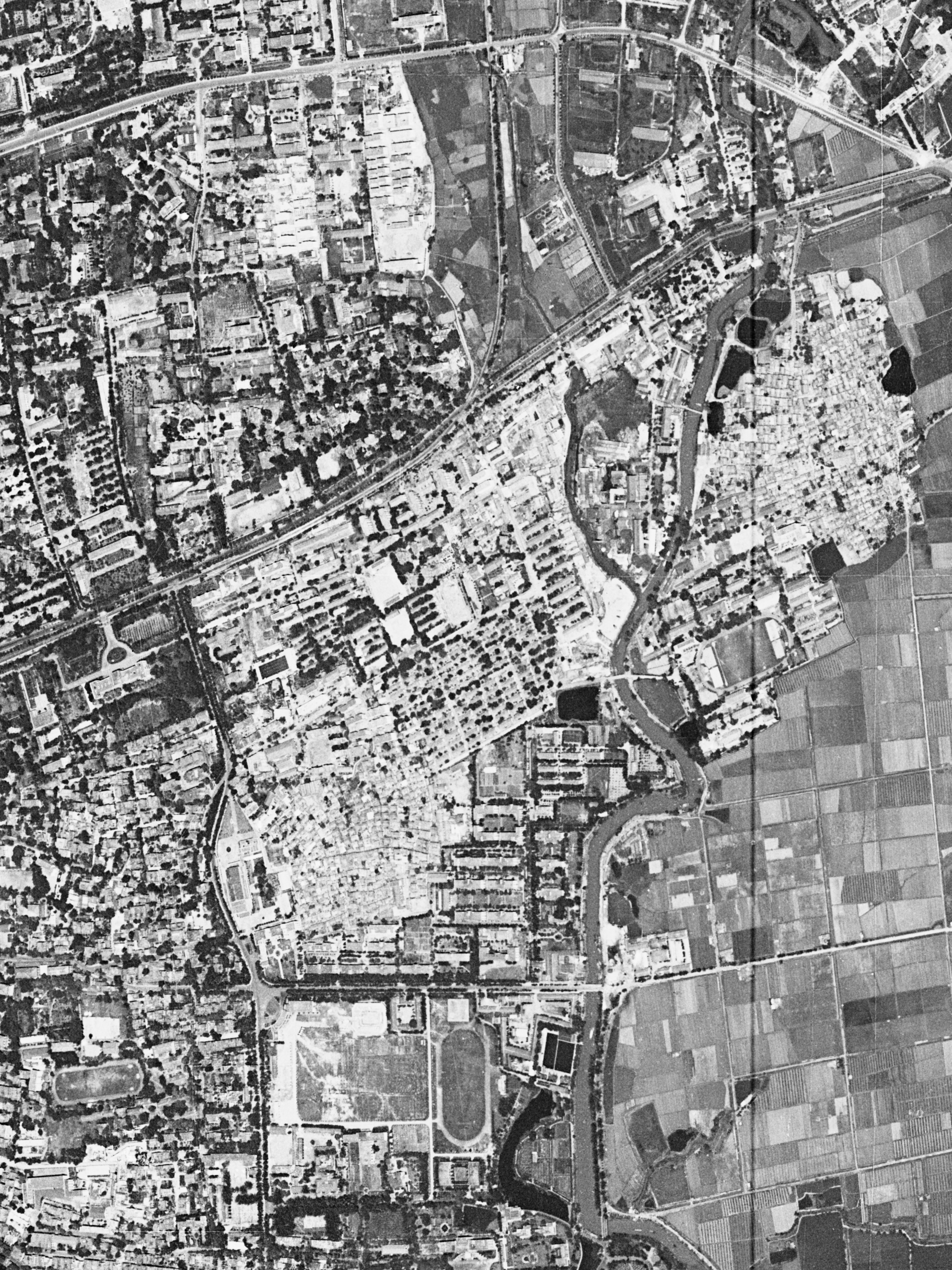
广州局在广州东山梅花村附近建铁路大院共和村（1966年）

1953年1月1日成立广州铁路管理局。辖广州、衡阳、株洲、南昌4个运输分局。管辖粤汉铁路蒲圻站（不含）以南、湘桂铁路冷水滩站（含）以东、广三铁路、广九铁路和新划给广州铁路管理局的浙赣铁路鹰潭站（不含）以西、南浔铁路。
1958年1月1日，南昌分局归新成立的南昌铁路管理局。撤销铁路分局建制。1958年8月，广州铁路管理局改名为广州铁路局，实行运输、工程建设合一的体制。1958年11月1日，设立长沙铁路局。广州局只管辖本省范围内铁路。
1959年1月1日，广州铁路局在海南东方县八所镇成立海南铁路办事处，接管原属于地方的海南岛八所铁路。1961年8月1日，撤销长沙铁路局，京广铁路衡阳站（含）以北归属武汉铁路局，以南属广州铁路局。1963年4月1日，撤销武汉铁路局，京广铁路蒲圻站（不含）以南划归广州铁路局。同时，恢复铁路分局建制。广州铁路局下设广州、衡阳、长沙3个铁路分局和海南铁路办事处。
1983年12月15日，广州铁路局广深铁路公司正式成立。1986年12月衡阳分局并入长沙分局。1987年5月28日，成立广东省三茂铁路公司，由广州局代管。位于广东境内雷州半岛的黎塘－湛江（黎湛线）铁路广东段（含茂名支线）因南宁铁路局对黎湛线全线拥有管理权而由南宁铁路局管理。1992年，广深铁路公司更名为广深铁路总公司。

### 广州铁路（集团）公司时期
1992年，广州铁路（集团）公司进行了工商登记。1993年2月8日，广州铁路（集团）公司成立，集团是以商业模式运作的国有独资铁路企业，是中国铁路市场化的试点企业，是承担广东省大部、湖南省及海南省的国有独资铁路的运营维护和资产升值工作并代营三省的合资铁路的全民所有制工业企业。
1993年3月，广州铁路（集团）公司对原先下属的三家铁路分局分局改总公司的改制，其中广州铁路分局改设羊城铁路总公司、长沙铁路分局改设长沙铁路总公司以及怀化铁路分局改设怀化铁路总公司。
1995年10月，由广铁集团将广深铁路总公司的客货运输主业以及与运输业务和设施相关联的多种经营服务单位的资产，扣除相关负债后折价入股，组建广深铁路股份有限公司；1996年3月6日，广深铁路股份有限公司正式注册成立，并于同年4月在香港H股挂牌上市，5月又在美国纽约证券交易所挂牌上市，成为中国国内第一家公开上市的铁路运输企业，也是第一家同时在香港和美国上市的企业。
1997年，广州铁路（集团）公司列入国家120家试点企业集团和512家重点国有企业。
2005年3月18日，铁道部进行“撤销铁路分局，路局直管站段”的体制改革，广铁集团撤销羊城铁路总公司、长沙铁路总公司、怀化铁路总公司并设立羊城铁路办事处、长沙铁路办事处和怀化铁路办事处。
2007年5月，铁道部把沪昆铁路湖南境内株洲至醴陵段，及其支线醴茶线，拨给南昌铁路局管辖。上述路段在2019年12月1日正式划回广铁集团。
2007年1月1日，广深铁路公司收购并接管了原羊城铁路总公司属下线路及资产。实现广铁集团广东省内线路的整体上市。
截至2007年12月，广铁的总营业里程为4,432公里。。在“2007中国企业500强排行榜”中，广铁排名第111位，比上一年下跌了22名。
2007年，國鐵第六次大提速時撤銷深圳机务段（深段）、广州车辆段深圳北運用車間（廣段（深北）），即今筍崗客技站。
2011年，恢复长沙机务段。
2012年11月，怀化铁路办事处撤销，并入长沙铁路办事处。
2015年11月，广梅汕铁路公司汕头车辆段（汕段）撤销，广梅汕铁路公司东莞东客运段并入广深铁路公司广九客运段。三茂铁路公司三水机务段（三段）撤销，肇庆客运段并入广深铁路公司广州客运段。

### 中国铁路广州局集团有限公司时期
2017年11月7日，太原、兰州、广州铁路（集团）公司等3家铁路局（公司）的名称变更通过国家工商行政管理总局核准，广州铁路（集团）公司名称变更为中国铁路广州局集团有限公司。
2017年11月13日，在国家企业信用信息公示系统中，中国铁路广州局集团有限公司已完成工商登记变更。工商登记变更后，中国铁路广州局集团有限公司仍为中国铁路总公司100%控股的公司，公司由原先的全民所有制企业变成有限责任公司（非自然人投资或控股的法人独资）企业，注册资本由原先的1608.45315亿元变更为2492.5403亿元人民币，经营范围扩大，增加铁路客货运输及相关服务业务、国内货运代理、房地产开发和经营等。
2017年11月19日，中国铁路广州局集团有限公司正式挂牌。
2021年，广东铁路有限公司成立并接管原广东三茂铁路股份有限公司、广梅汕铁路有限责任公司以及赣韶铁路有限公司屬下線路及資產。
2024年6月，开通了全国首列散装粕类饲料集装箱专列。

## 管辖范围
广铁集团地处中国中南部，除了管辖广东、湖南、海南三省境内绝大部分铁路外，还有贵州省东北部，湖北省西南部，重庆市（仅有梅江站）的部分铁路线及车站。具体管辖范围如下，在京广线蒲圻（k1337+600处与武汉局分界）以南至广州、焦柳线西斋（k798+451处与武汉局分界）至牙屯堡（k1370+069处与南宁局分界）、沪昆线大龙（k1649+495处与成都局分界)以东、沪昆线醴陵（k1102+000处与南昌局分界）以西、渝怀线秀山（k426+768处与成都局分界）以南至怀化、衡柳線永州至衡陽、吉衡線衡陽至炎陵、黔常線咸豐至常德、湘桂线滩头湾（k150+111处与南宁局分界）以东、广茂线茂名西（k368+310处与南宁局分界）以东、京九线定南（k2008+200处与南昌局分界）至羅湖橋粤港交界分相区（與港鐵公司分界）、漳龙线琥市（k143+037处与南昌局分界）以南以及广深、石长、广梅汕、深湛、懷衡等线和粤海、海南西环线、平南共4907.6公里营业普速铁路；
高速铁路则包括：京广高速铁路岳阳东（与武汉局分界）以南、广深港高速铁路广州南以南至粤港交界隧道側柵欄（與港鐵公司分界）、厦深铁路饶平（与南昌局分界）以南至深圳北、沪昆客运专线醴陵东（与南昌局分界）以西至新晃西（与成都局分界）、贵广客运专线怀集（与南宁局分界）及其以东、南广铁路郁南（与南宁局分界）及其以东。
管内的京广、京九两线是全国铁路南北交通大动脉；湘黔、焦柳和石长三线是沟通大西南的钢铁桥梁；广茂、广梅汕两线地处西南、东南沿海，粤海铁路通道将海南铁路与大陆相连。
管内高温多雨多台风，防洪防风防高温为每年运输生产的重点工作。年内广东、湖南两省的总降雨量高于历年平均值，尤其是灾害性的暴雨频率明显增加。
线路总延展长度10483.7公里，营业里程4907.6公里，电气化营业里程2005.554公里，接触网7214.693条公里。道岔11785组，桥梁2754座、301637延米，隧道964座、435043延米，涵洞19916座、527074延米。配属机车1291台，其中内燃机车726台、电力机车565台；客车4322辆，配属行包专列车辆1112辆。管辖车站456个，其中特等站6个、一等站15个、二等站23个、三等站40个。编组站6个。联锁车站477个，其中继电器联锁车站294个。自动闭塞线路2033公里，半自动闭塞线路3372.7公里。

## 机构设置

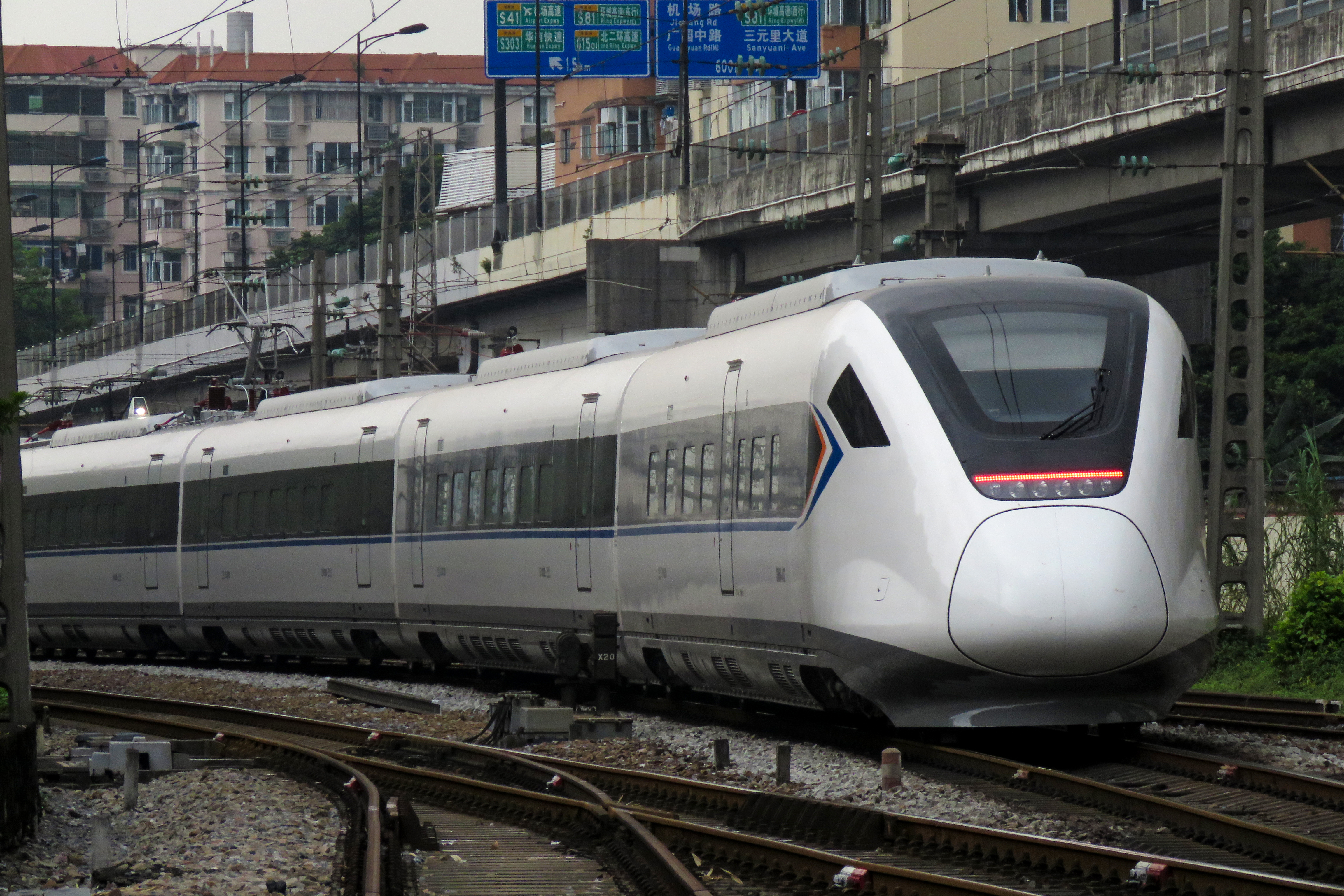
广铁担当的廣深城際動車組列車列车于广州市區

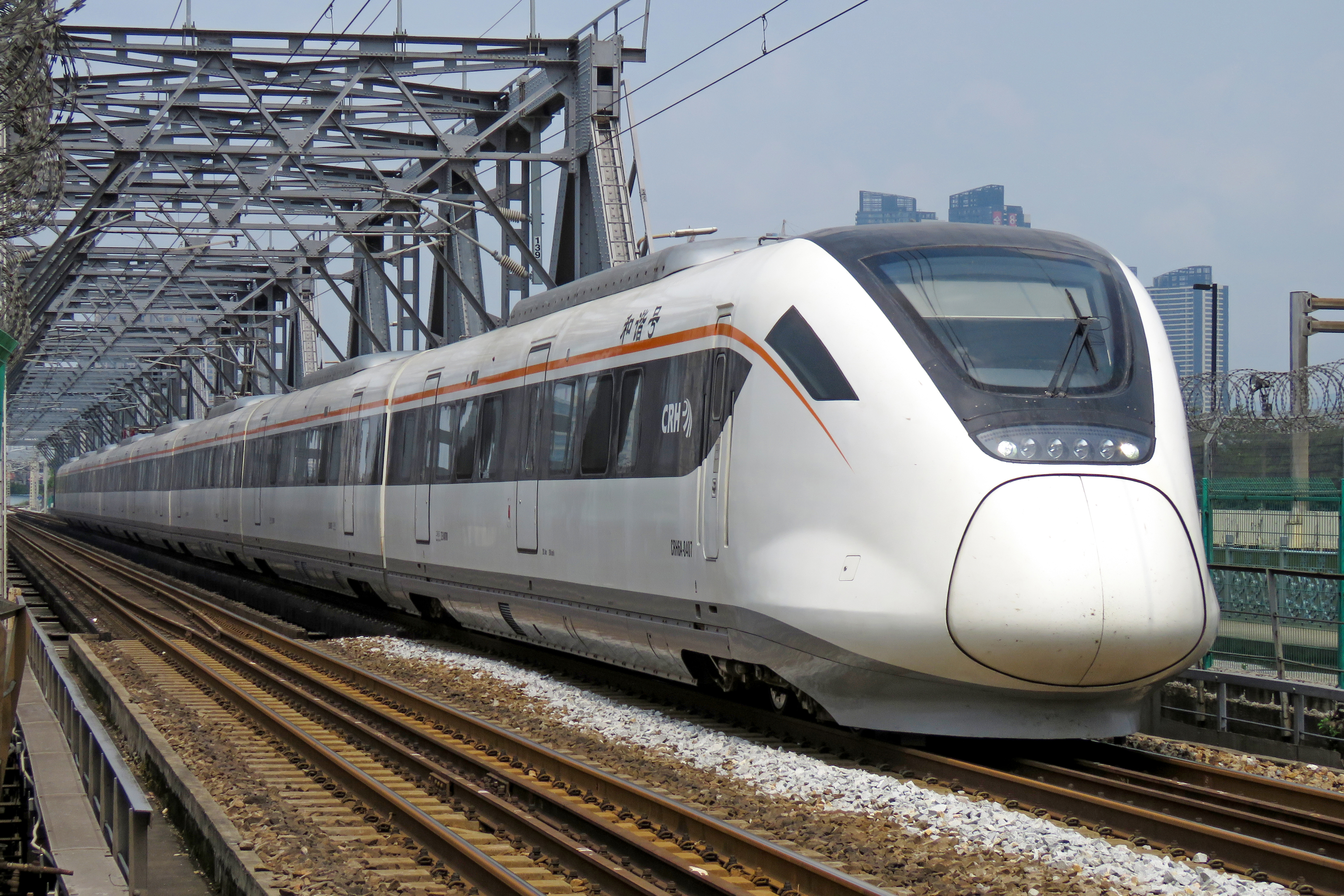
广铁担当的動車組列车于广州珠江大桥

广铁集团设置行政职能管理机构27个，党群机构8个，行政附属机构28个，生产机构2个，派出机构8个，直属单位15个；下辖65个运输站段，以及17家非运输企业，29家控股（参股）合资铁路公司。其中，控股的广深铁路股份有限公司是目前唯一一家在内地、香港两地挂牌上市的铁路运营股份制企业。中國鐵路（香港）控股有限公司为在港銷售國鐵車票唯一代理，於紅磡站及香港西九龍站設有櫃位，同時持有位於尖沙咀的鐵路大廈部分樓層，以及位於九龍塘的機車司機休息室。
动车段负责大规模、大范围、各个等级（一级至五级）的动车组检修工作，主要作为客运专线的动车检修基地，广州是目前全国首四个动车段的所在地之一，广州动车段设在广州番禺区沙湾镇（距广州南站6公里）。车务段负责列车运营控制指挥，管辖辖区内的各大小车站、货运和客运的计划和收入、列车的运行监控。机务段负责铁路机车的运用、检修和维护工作，当中分为乘务部门和检修部门，乘务部门是司机负责执乘工作，检修部门负责日常的机车保养。供电段负责电气化铁路的牵引供电、铁路运输信号供电、铁路地区的电力供应、电力设备的检修与保养等工作。客运段担当本局管内的旅客列车的服务（包括内旅客列车乘务工作和餐饮服务）。工务段负责铁路线路及桥隧设备的保养与维修工作。工务大修段是大型施工单位，主要做铁路基础大修工作。电务段负责管理和维护列车在运行途中的地面信号与机车信号及道岔正常工作。
中国铁路广州局集团有限公司设置（控股）下列机构（企业）、站段（所）：

### 集团公司机关
职能机构
- 办公室（董事会办公室）
- 企业管理和法律事务部
- 科技和信息化部（总工程师室）
- 运输部
- 客运部
- 货运部
- 机务部
- 车辆部
- 工务部
- 电务部
- 供电部
- 安全监察室（铁路安全监督管理办公室）
- 设备监造部
- 计划统计部
- 财务部（收入部）
- 人事部
- 劳动和卫生部
- 审计部
- 建设部
- 物资部
- 经营开发部
- 职工培训部
- 土地房产部
- 保卫部（人民武装部）
- 社会保险部
- 离退休管理部
- 对外合作部

附属机构
- 机辆检测所
- 工电检测所
- 客票管理所
- 统计所
- 机要通信室（保密室）
- 档案史志室
- 法律服务所
- 安全监察大队（长沙、怀化、惠州、肇庆、海口、广州、衡阳、张家界、娄底）
- 收入稽核大队
- 资金结算所（财务集中核算管理所）
- 人才交流培训站
- 职业技能鉴定指导站（劳动力调剂站）
- 审计室（广州、长沙）
- 铁路客户服务中心
- 货运受理服务中心
- 工程质量监督站
- 概预算审查所
- 卫生监督所（广州、长沙、海口）
- 物资设备采购供应所
- 房产管理所（土地管理办公室）（广州、长沙）
- 反恐办公室（武器库）
- 合资铁路管理办公室
- 护路联防办公室
- 广州社会保险管理办公室
- 活动室
- 防洪指挥部办公室（绿化办）
- 资产运营监督所
- 自轮运转特种设备和安优线建设办公室

生产机构
- 调度所
- 信息技术所

派出机构
- 长沙铁路办事处
- 驻香港办事处
- 海口铁路办事处
- 株洲机车监造项目部
- 广州车辆监造项目部
- 株洲车辆监造项目部
- 株洲（时代）机车监造项目部
- 江门车辆监造项目部

### 直属运输站段

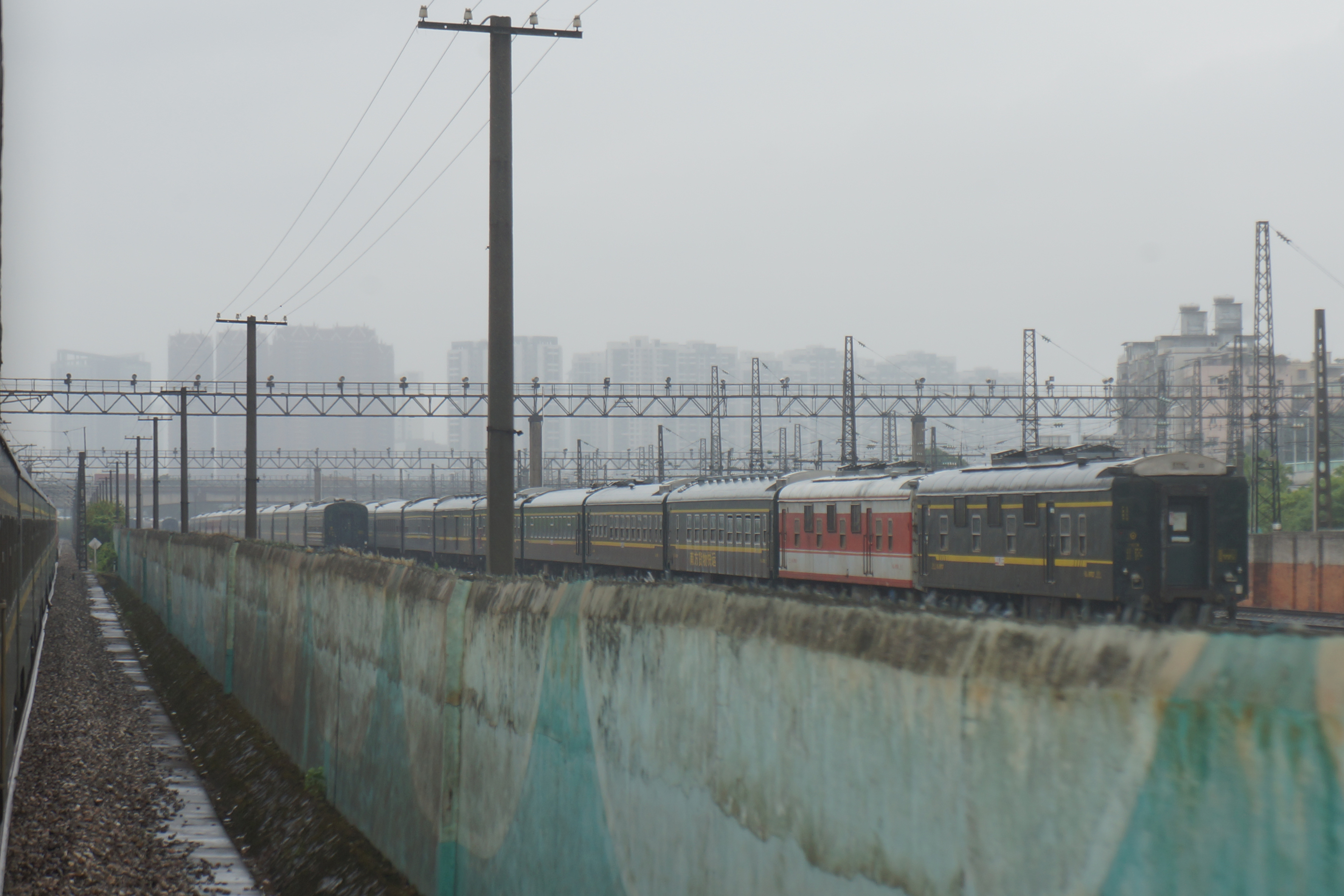
棠溪客技站

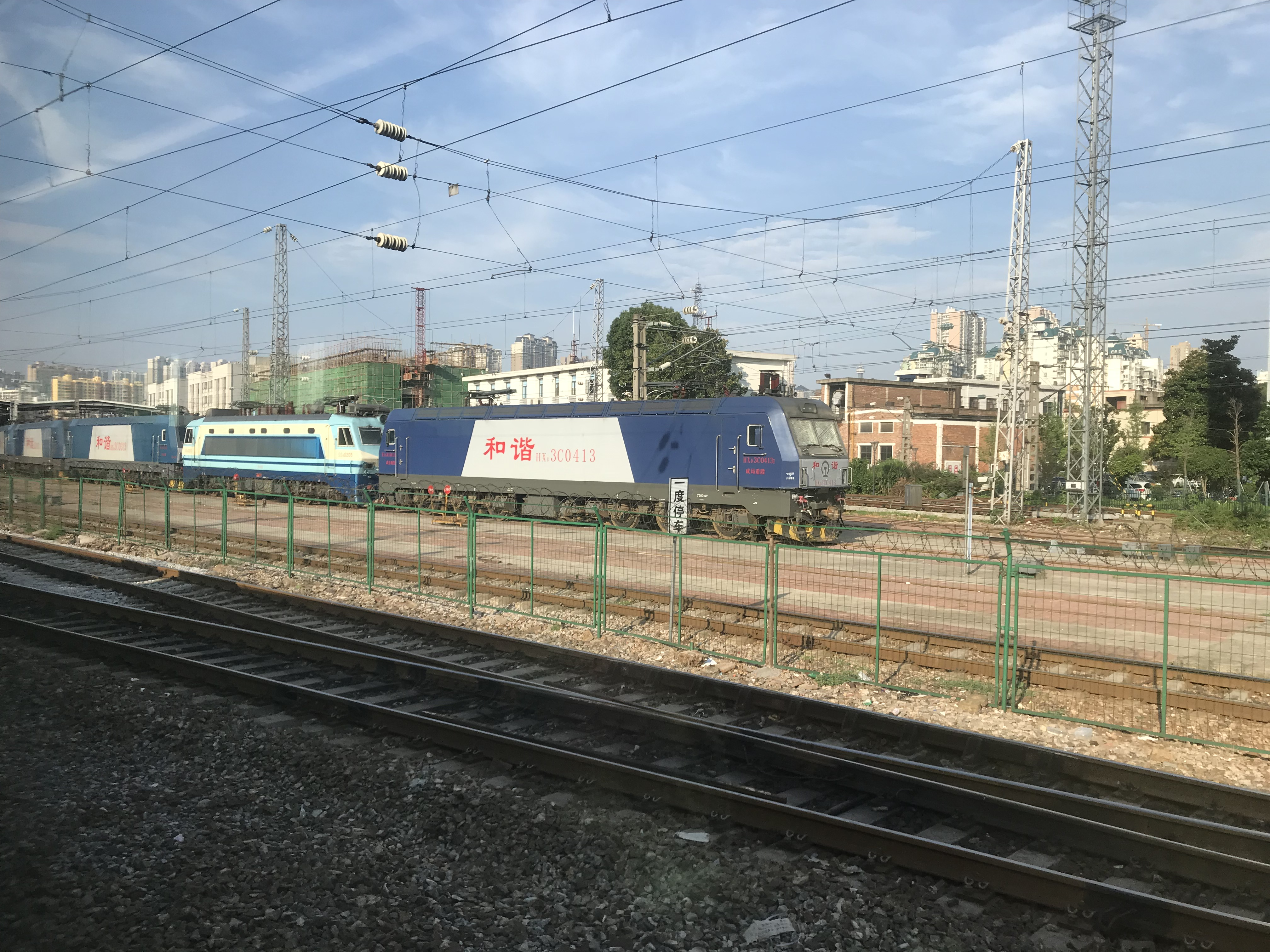
长沙机务段

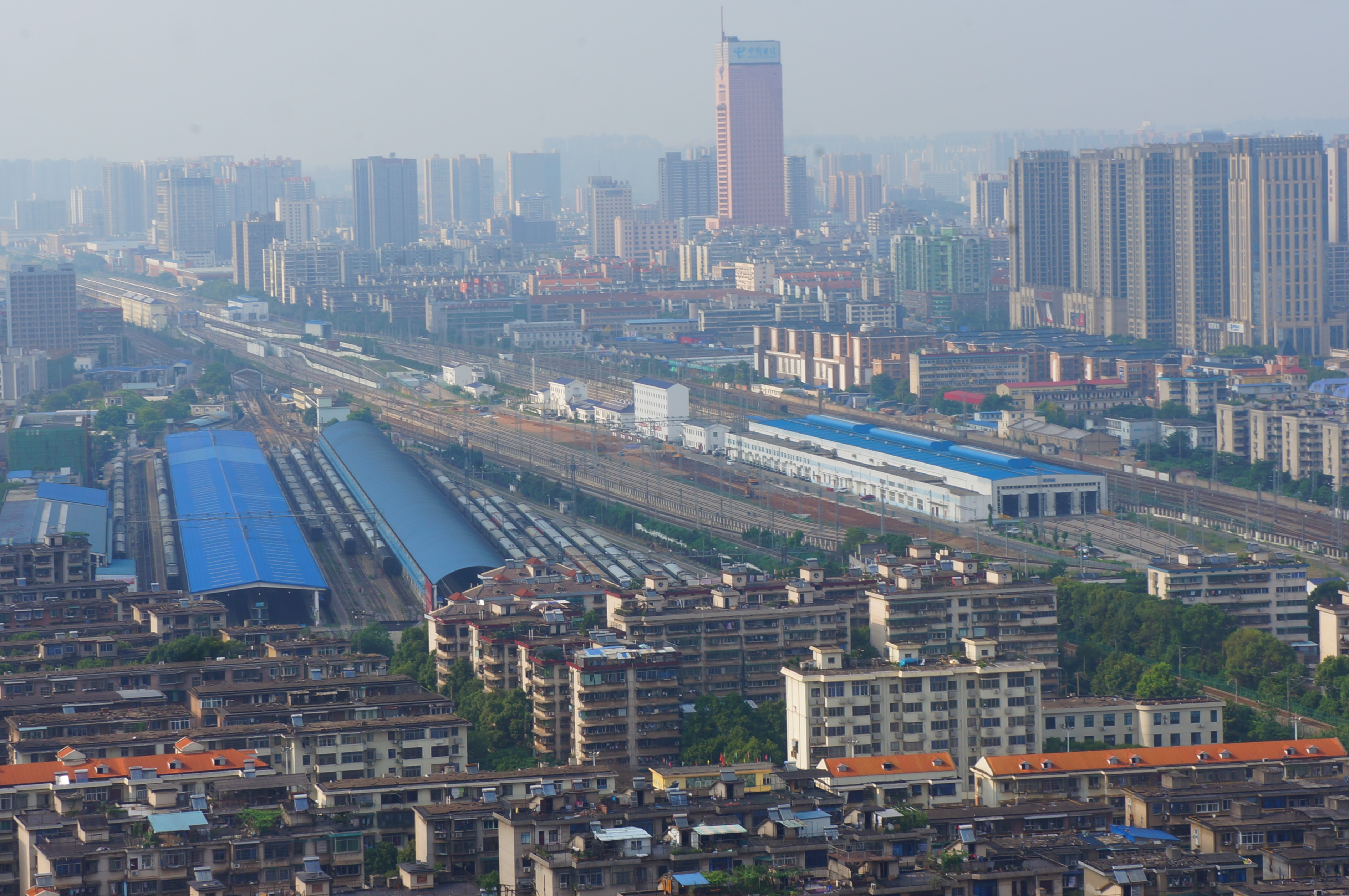
长沙车辆段及动车所

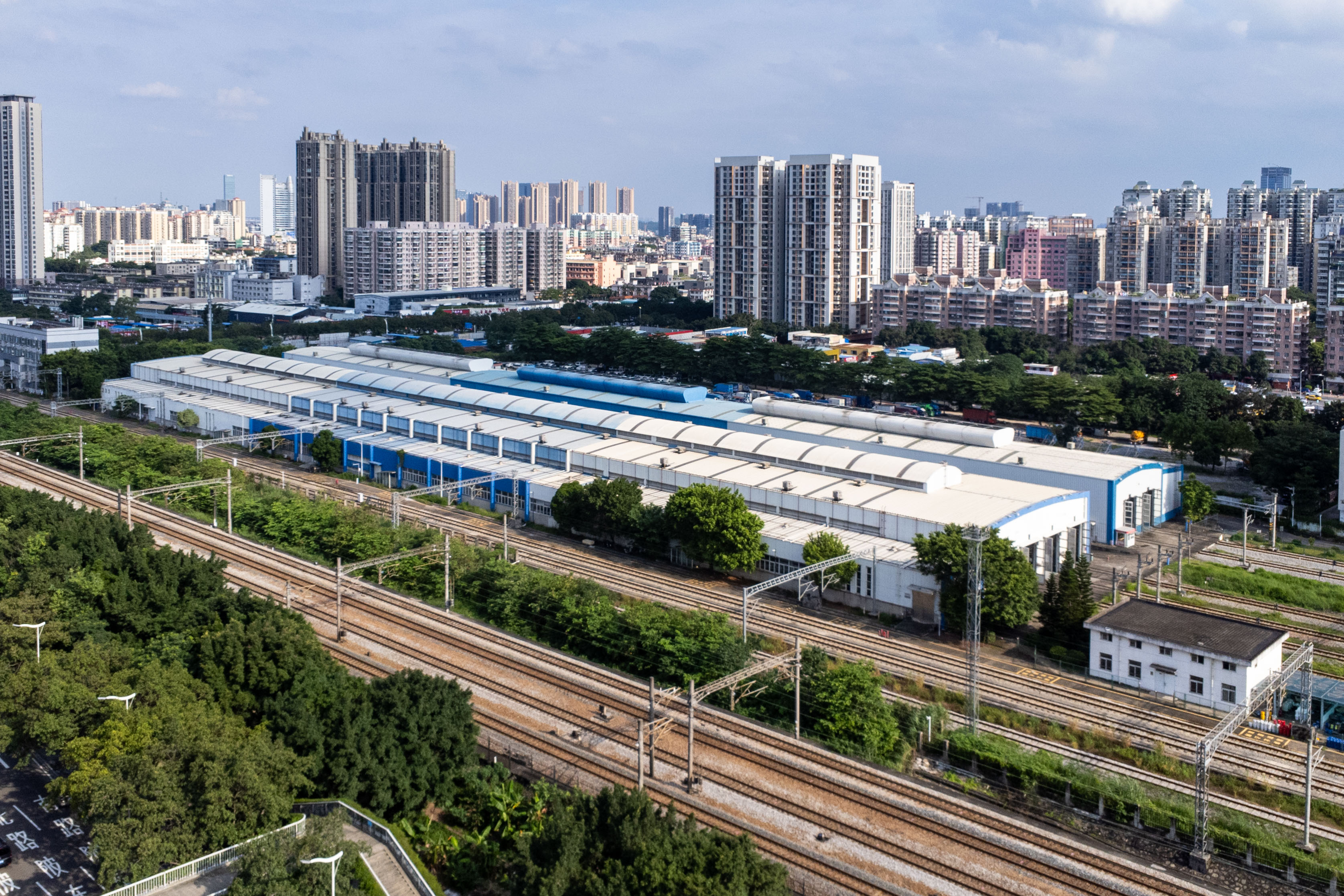
广州动车段广州东动车运用所

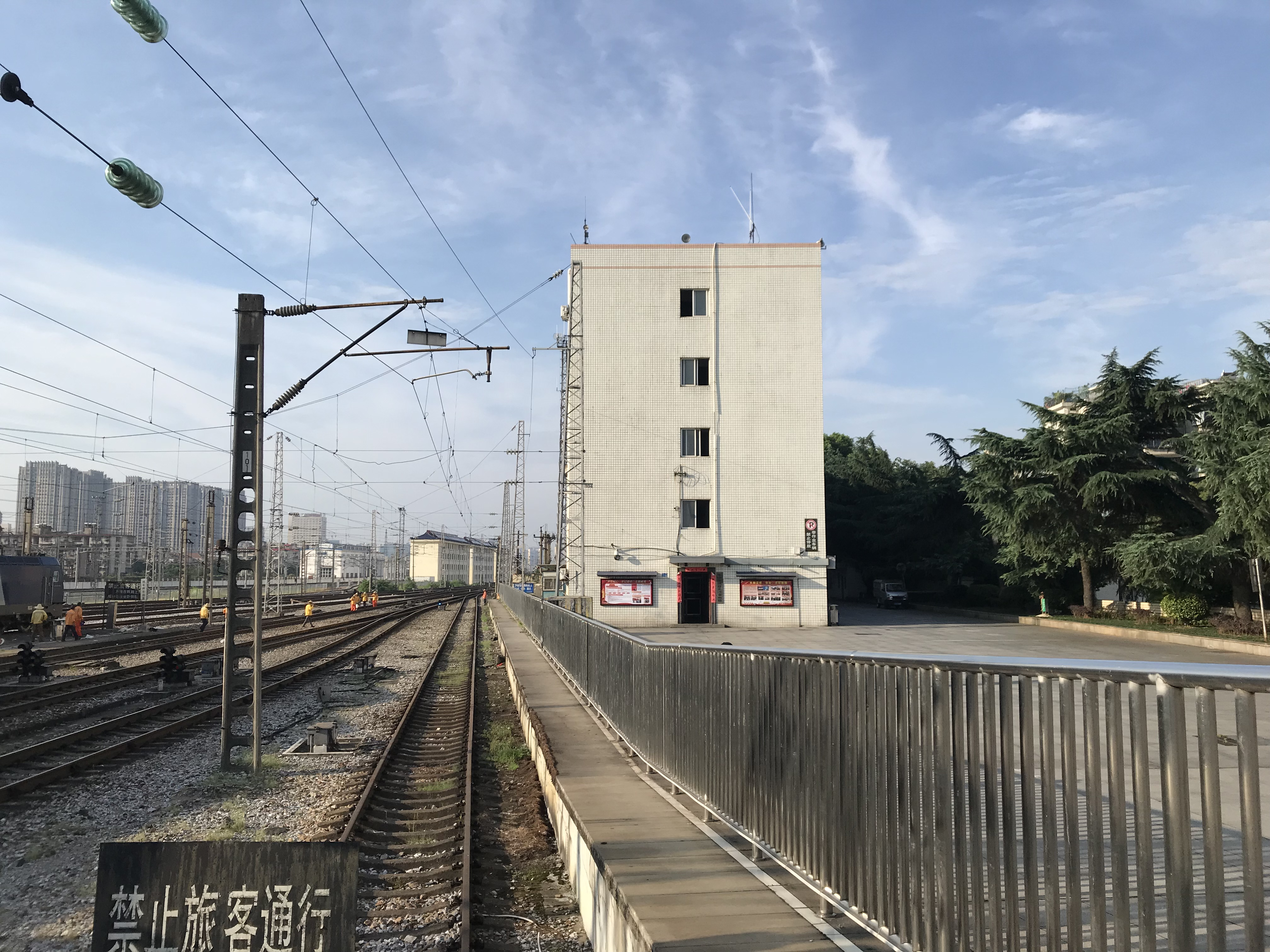
长沙公寓

车站
- 株洲车站
- 株洲北车站
- 长沙车站
- 长沙南车站

车务段
- 衡阳车务段
- 长沙车务段
- 娄底车务段
- 怀化车务段
- 张家界车务段

客运段
- 长沙客运段

机务段
- 株洲机务段
- 长沙机务段
- 怀化机务段

机车检修段
- 广州机车检修段

车辆段
- 株洲车辆段
- 长沙车辆段
- 广州动车段

供电段
- 长沙供电段
- 怀化供电段
- 衡阳供电段

工务段
- 长沙高铁工务段
- 娄底工务段
- 长沙工务段
- 衡阳工务段
- 怀化工务段
- 张家界工务段
- 永州工务段
- 广州工务大修段

大型养路机械运用检修段
- 广州大型养路机械运用检修段

电务段
- 长沙电务段
- 怀化电务段
- 衡阳电务段

通信段
- 广州通信段

货运中心
- 长沙货运中心

房建公寓段
- 长沙房建公寓段
- 怀化房建公寓段

### 非运输企业
- 广东羊城铁路实业有限公司
- 广州铁路物资有限公司
- 广东铁青国际文化旅游集团有限公司
- 广州瑞威经济发展有限公司

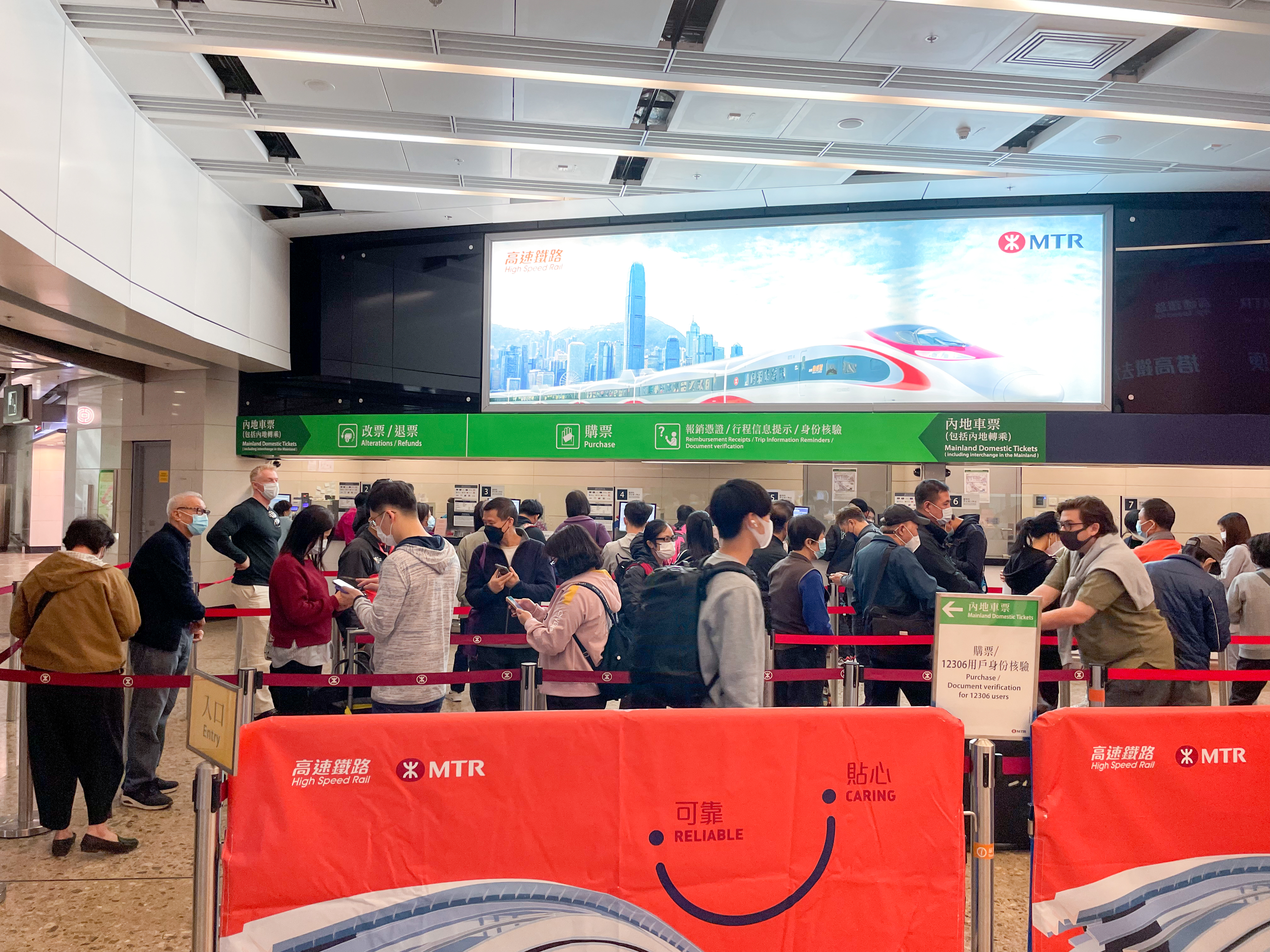
中鐵（香港）于香港西九龍站设有柜台

- 广东广铁华南建设监理有限公司
（广州安茂铁路建设管理有限公司）
- 广州北羊信息技术有限公司
- 深圳广铁土木工程有限公司
- 广州铁路地产置业有限公司
- 长沙铁路实业发展有限公司
- 湖南铁路联创技术发展有限公司
- 广州铁道车辆有限公司
- 中国铁路（香港）控股有限公司[17]
- 启文贸易有限公司
- 广州铁路科技开发有限公司
- 长沙湘通国际铁路港有限公司
- 广东粤通铁路物流有限公司
- 广州铁路轨道装备有限公司

### 其他直属单位
培训基地
- 广州职工职业技能培训基地
- 株洲职工职业技能培训基地

疾病预防控制所
- 广州疾病预防控制所
- 长沙疾病预防控制所

工程建设管理机构
- 工程管理所
- 长沙工程建设指挥部
- 广州工程建设指挥部（佛山西站工程建设指挥部）

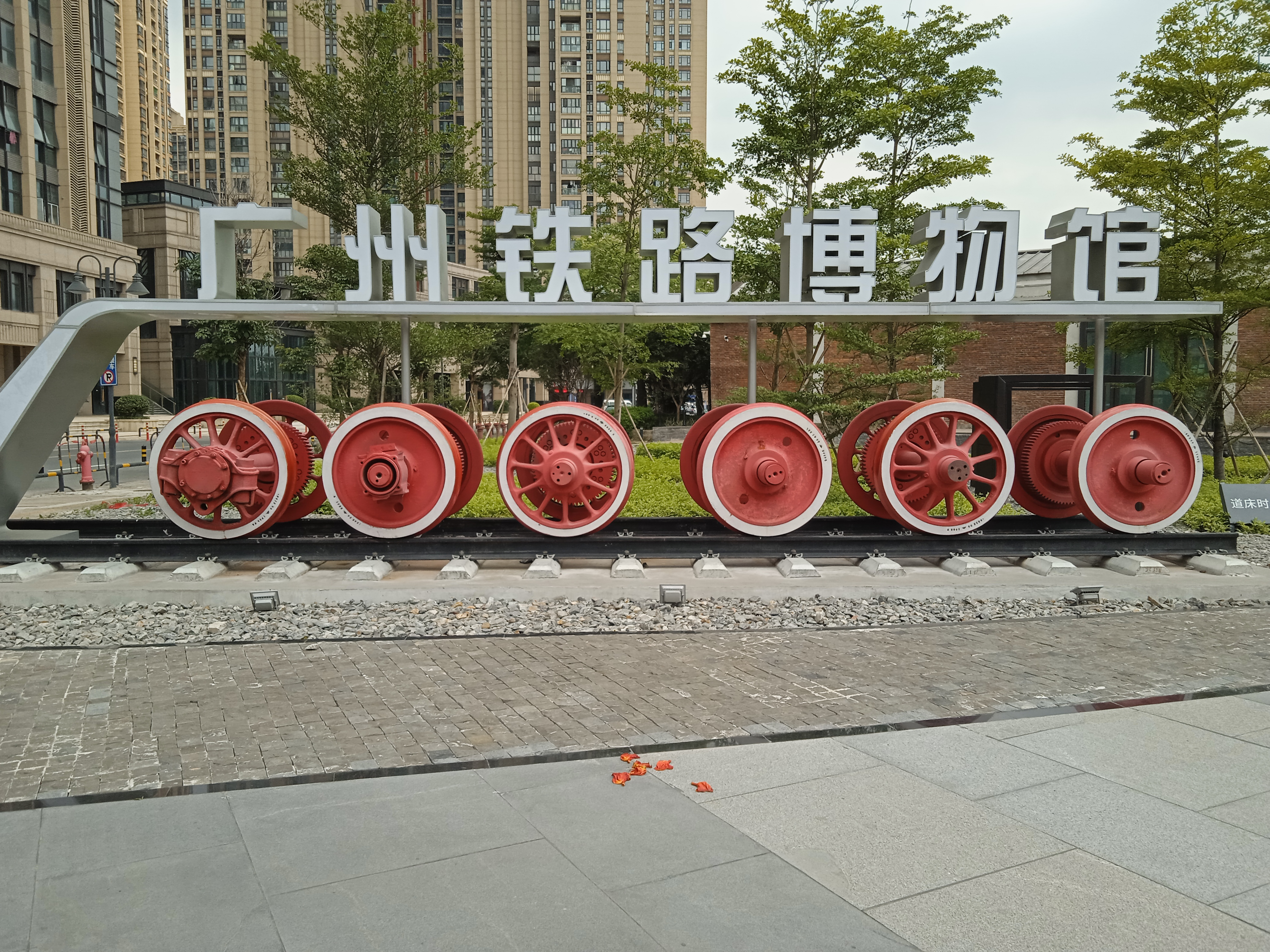
广州铁路博物馆

- 深圳工程建设指挥部
- 江门工程建设指挥部
- 海口工程建设指挥部
- 站房建设指挥部（职工住房建设指挥部）

其他单位
- 融媒体中心（广州铁路博物馆）
- 机关事务部
- 派驻湖南省护路联防办公室
- 驻琼护路联防办公室

### 合资铁路公司

#### 运营合资铁路公司
- 广深铁路股份有限公司
  - 车站
    - 广州车站
    - 广州南车站
    - 江村车站
    - 深圳车站

  - 车务段
    - 广州车务段

  - 机务段
    - 广州机务段

  - 车辆段
    - 广州车辆段
    - 广州北车辆段

  - 工务段
    - 广州南高铁工务段
    - 广州工务段

  - 电务段
    - 广州电务段

  - 供电段
    - 广州供电段
    - 深圳供电段

  - 客运段
    - 广州客运段
    - 广九客运段

  - 货运中心
    - 广州货运中心

  - 房建公寓段
    - 广州房建公寓段
- 广东铁路有限公司
  - 车务段
    - 惠州车务段
    - 肇庆车务段

  - 机务段
    - 汕头机务段

  - 工务段
    - 惠州工务段
    - 肇庆工务段

  - 电务段
    - 惠州电务段
    - 肇庆信号水电段

  - 房建公寓段
    - 惠州房建公寓段
- 石长铁路有限责任公司
- 海南铁路有限公司
  - 车务段
    - 海口车务段

  - 综合维修段
    - 海口综合维修段

  - 机辆轮渡段
    - 海口机辆轮渡段

  - 房建公寓段
    - 海口房建公寓段
- 厦深铁路广东有限公司
- 茂湛铁路有限责任公司
- 沪昆铁路客运专线湖南有限责任公司

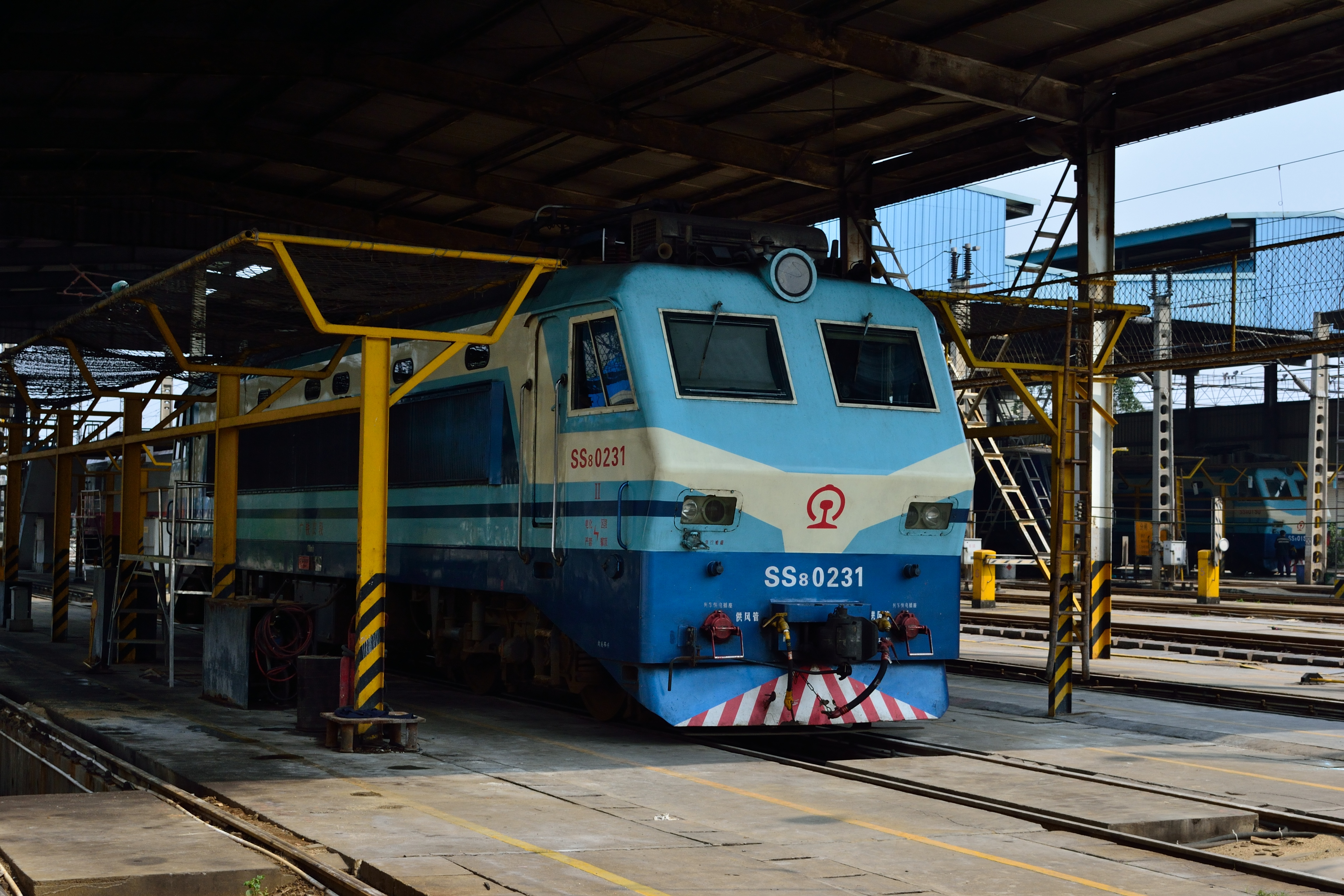
在广州机务段检修的韶山8型电力机车

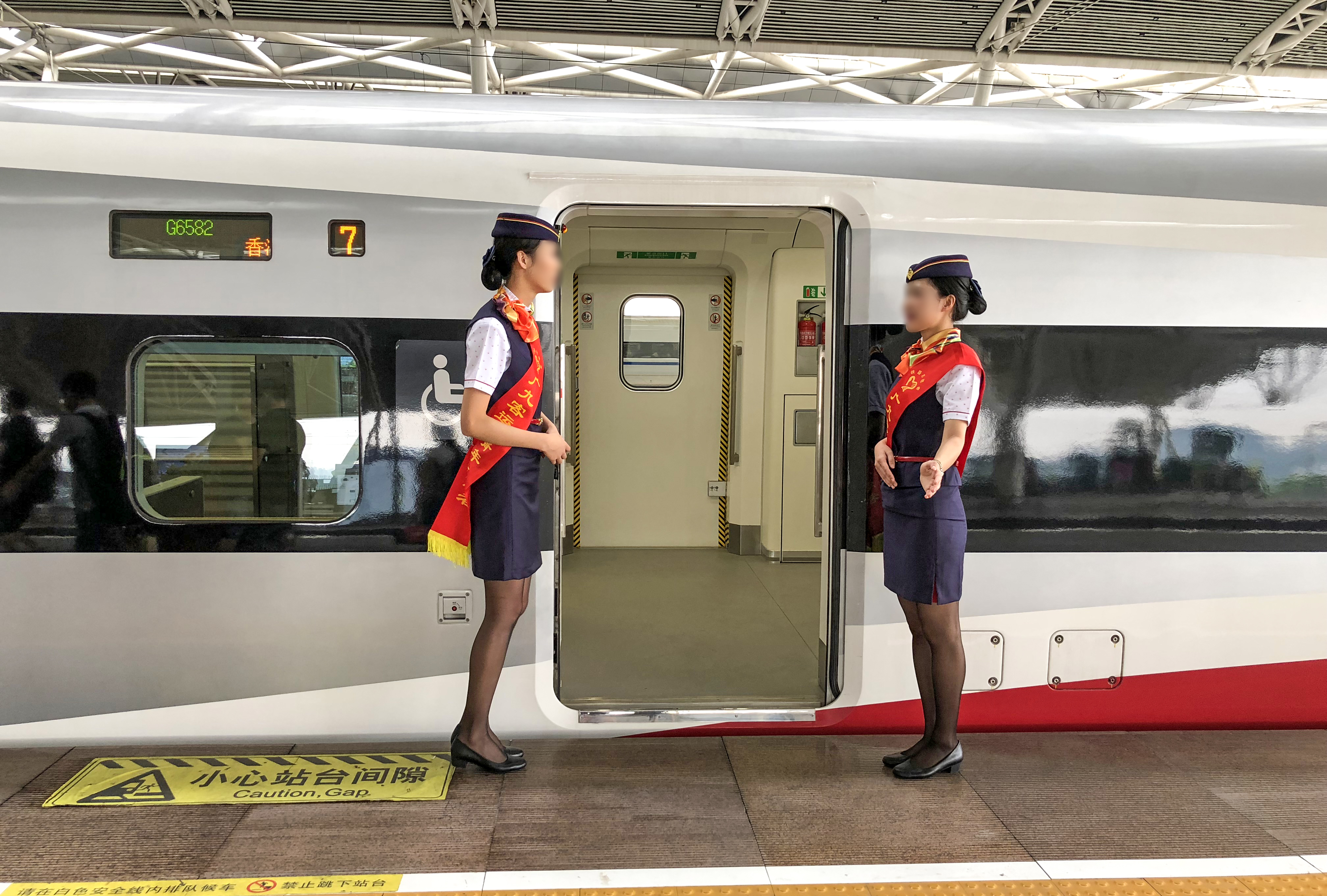
广九客运段职员于港铁动感号动车组车门前迎客

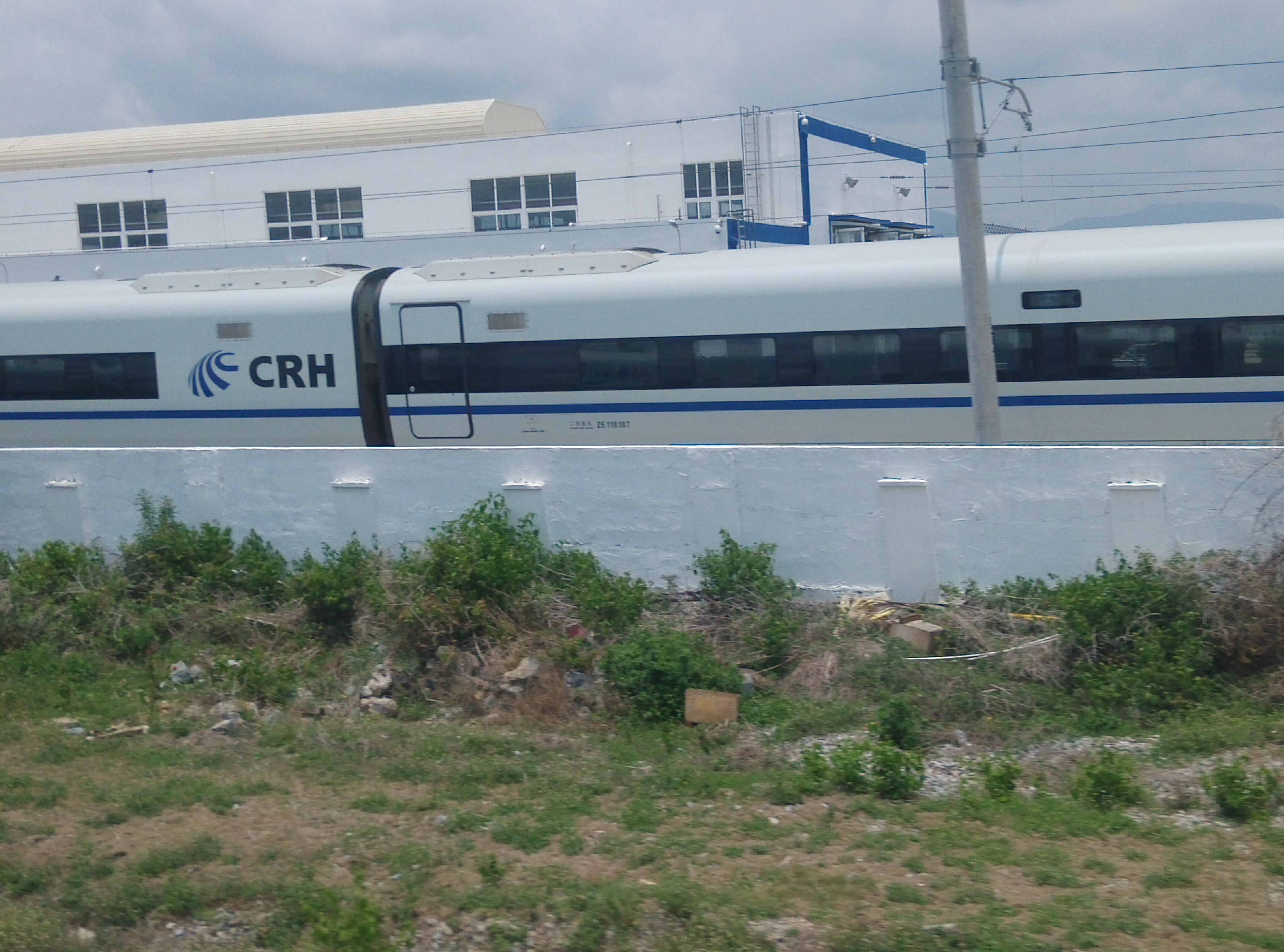
三亚动车运用所

- 怀邵衡铁路有限责任公司（含张吉怀、常益长项目）
- 黔张常铁路有限责任公司
- 广东深茂铁路有限责任公司
- 广州东北货车外绕线铁路有限责任公司
- 赣深铁路广东有限公司
- 广东广珠城际轨道交通有限责任公司
- 广珠铁路有限责任公司
- 湖南城际铁路有限公司
- 贵广铁路有限责任公司
- 南广铁路有限责任公司
- 深圳平南鐵路有限公司
- 广东春罗铁路有限责任公司
- 广东梅汕客运专线有限责任公司
- 中铁（惠州）铁路有限公司
- 中铁（阳江）铁路有限公司
- 广深港客专公司
- 武广客专公司
- 广州南沙港铁路有限责任公司
- 茂名博贺港铁路有限责任公司

#### 在建合资铁路公司
- 广东广汕铁路有限责任公司
- 中铁（罗定岑溪）铁路有限责任公司

## 品牌形象

中国铁路广州局集团有限公司中国铁路统一标志

原广州铁路（集团）公司中国铁路统一标志

广铁集团自成立以来有两套企业形象。除了企业自身的标志以外，广铁同时亦使用中国铁路统一的标志。
在广州铁路局时期便推出了第一代标志。第一代标志是以在铁路上运行的火车为基础，衬以红色圆环意为旭日的图案，寓意为紧跟世界铁路科技发展趋势。形象地体现了广铁始终坚持“规范管理、强基达标”的安全工作思路，坚持服从和服务于国民经济发展的需要，终坚持走外延和内涵扩大再生产相结合的道路，坚持科技兴企的方针，坚持“以人为本”的理念。该标志曾广泛用于集团内部如胸牌等，2016年以前亦一直印于廣九直通車车票上。
而在2017年集团名称变更完成后，广铁集团则启用沿用至今的企业标识，新标志则是以高铁动车组列车为原型，运用蓝色为主色调，动车组微微倾斜、背后衬上浅蓝色线条以展现其高速之感，标志整体为圆形。下方的弧形丝带内则没有如之前广州铁路（集团）公司时期使用英文“Guangzhou Railway Group”，而是使用了拼音“GUANG ZHOU TIE LU”，最下方以5条弧状线条包围“广州铁路”字样。
2018年，广铁集团开始打造“广铁U彩”这一客运服务品牌。“U彩”服务中的U与“优”同音，寓意“优质、优美”；与英文单词You谐音，又是英文单词Union的首字母，对外寓意铁路部门与旅客携手共建；对内寓意客运与设备、公安等部门联手共建。此外，广铁集团还建立了“U彩”服务标准，还于2020年5月13日起推出“广铁U彩”高铁出行定制化服务，为个人以及企业用户提供高端定制服务。
广铁使用的中国铁路统一标志中，全称一般用于公司年报、官网等正式场合；使用“广铁集团”简称的多用于宣传；而使用“广铁”简称的则多用于清洁袋等列车物料当中。

第一代标志，早期则没有英文“Guangzhou Railway Group”字样
第二代标志
广铁U彩品牌标志
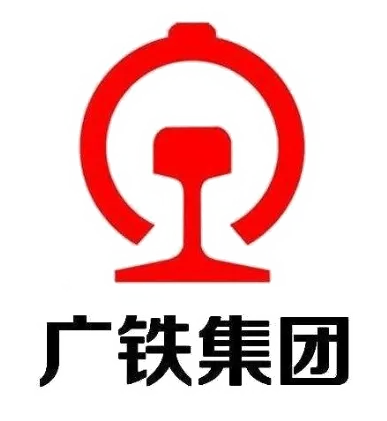
使用“广铁集团”简称的中国铁路统一标志
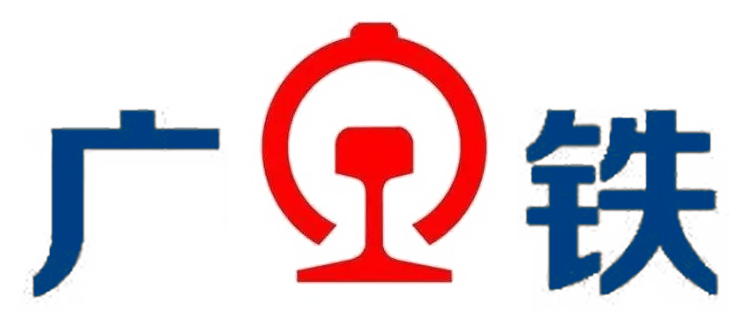
使用“广铁”简称的中国铁路统一标志

## 历任领导
广州铁路（集团）公司
| 董事长 - 杨其华（1993年2月—1993年10月）:748 - 任叔明（1993年10月—1995年7月） - 江林洋（1995年8月—1997年7月） - 王兆成（1997年7月—1998年4月） - 张正清（1998年4月—2002年4月） - 江林洋（2002年4月—2003年6月） - 吴俊光（2003年6月—2007年5月） - 何玉华（2007年5月—2010年5月） - 徐啸明（2010年5月—2011年12月） - 李文新（2011年12月—2014年8月） - 武勇（2014年8月—2017年11月） | 总经理 - 张正清（？—2002年4月） - 吴俊光（2002年4月—2007年2月） - 朱友文（2007年2月—2008年1月） - 郭竹学（2008年1月—2011年6月） - 李文新（2011年6月—2014年8月） - 武勇（2014年8月—2017年11月） | 党委书记 - 任叔明（1993年2月—1995年7月）:748 - 江林洋（1995年7月—2003年6月） - 李文新（2003年6月—2005年4月） - 何玉华（2005年4月—2006年4月） - 宋修德（2006年4月—2007年2月） - 吴俊光（2007年2月—2007年5月） - 何玉华（2007年5月—2010年5月） - 徐啸明（2010年5月—2011年12月） - 甄忠义（2012年2月—2013年6月） - 徐凌（2013年10月—2016年5月） - 江正林（2016年5月—2017年11月） |

中国铁路广州局集团有限公司
| 董事长 - 武勇（2017年11月—2023年10月） - 韦皓（2023年10月—2024年10月） - 蒋辉（2025年2月—） | 总经理 - 韦皓（2017年11月—2021年5月） - 陈敏（2021年5月—2022年9月） - 赵丽建（2022年9月—2025年2月） - 鲍立群（2025年2月—） | 党委书记 - 武勇（2017年11月—2023年10月） - 韦皓（2023年10月—2024年10月） - 蒋辉（2025年2月—） |

## 争议

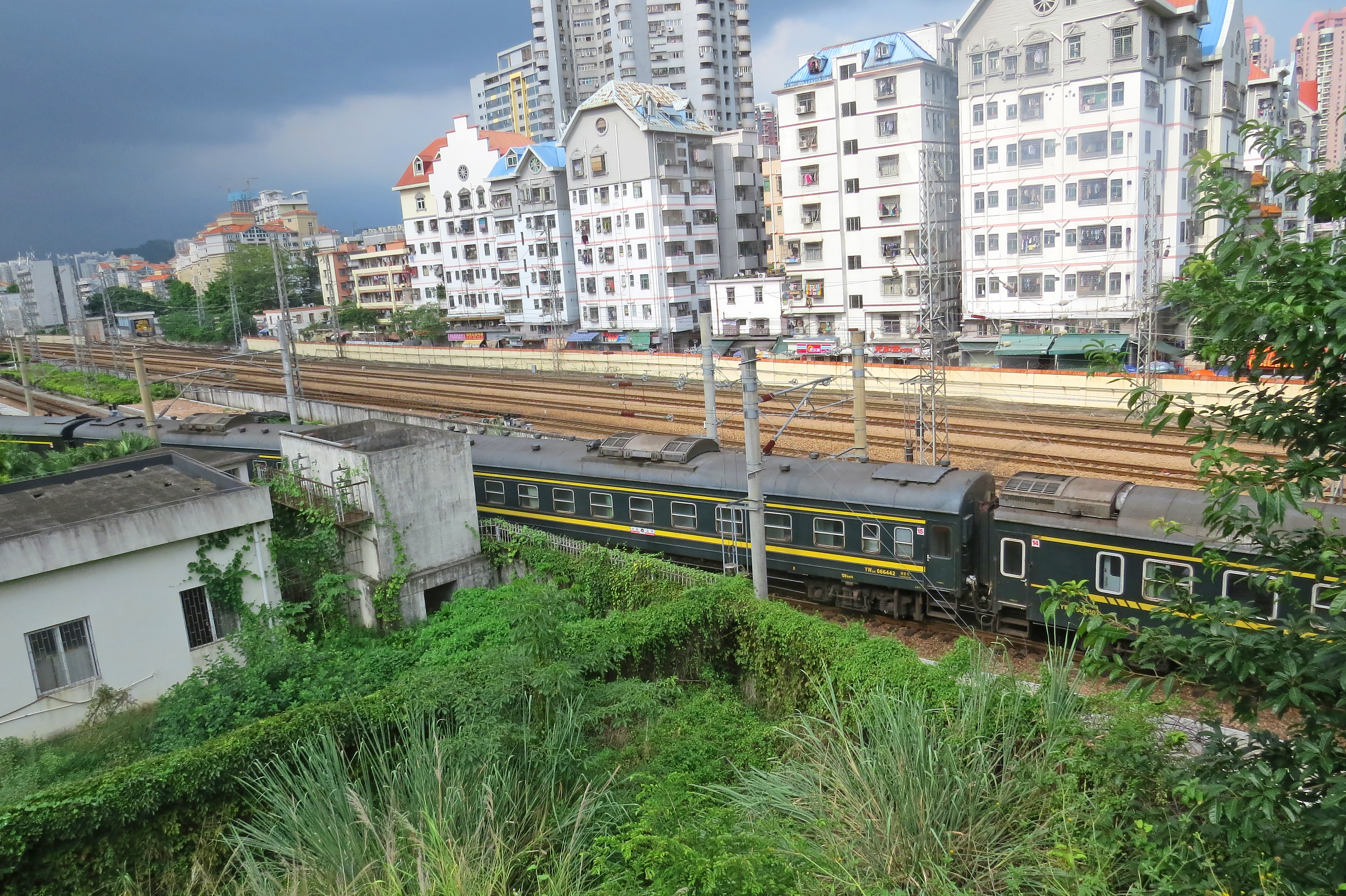
广铁集团在广深区间对、始发的列车（如图中的K9076次）实施区间限售，仅发售始发的列车，其担当的普速列车票价亦远高于外局担当的同等级列车票价。

作为中华人民共和国首个进行“公司化”、市场化改革的铁路局，广铁集团的某些客运运营方式一直被诟病，其中由于管内客车票价上浮过高（最高达175%）、广深铁路动车组极低的性价比（车速过慢票价过高）、为保动车客源而限售广深铁路普速客车车票、使用老旧和无空调的22型客车开行管内特快列车、疏于升级管内线路和车站导致线路车站老化、旅客体验不佳等原因，广铁集团被部分中国大陆铁路迷称为“抢铁集团”（意为“抢钱铁路集团”），简称“抢铁”，其宣传口号“以服务为宗旨，待旅客如亲人”被恶搞为“以抢钱为宗旨，待旅客如孙子”。为此，深圳市人大代表、罗湖区消委会主任杨剑昌等人认为，这项在20世纪国家投入不足的情况下实行的特殊定价政策应该予以取消，以期推动降价、公平惠民，防止暴利损害消费者利益。
2016年9月，湖南籍广州生意人张湟发现广州-深圳西普速列车各车次的票价差距很大，他认为是“违法违规的乱收费行为”。2016年11月，旅客将广铁集团告上法庭，要求广铁公司公开赔礼道歉，并将两年来的违法所得收入约1.78亿元全部退还乘客或用于公益慈善事业。在庭审中，广铁集团称，“广州-深圳西”火车票票价确实不同，有的硬座票价是24.5元，有的硬座票价是65.5元，其中24.5元根据《铁路旅游票价表》制定，是基准票价；而65.5元则是参照相关文件，在基准票价基础上上浮后的票价，并已向物价部门报备，合法合规。12月14日，广州铁路运输第一法院《民事裁决书》显示，因张湟不具备提供公益诉讼的主体资格，故驳回其所有诉讼请求。
2018年2月春运期间，广州至深圳经由广深铁路运行的普速旅客列车车票取消长久以来的限售措施（运行至深圳西站的普速列车不在限售范围之内），并在春运结束后仍然执行，引发铁路迷的关注。